# Chrysolina
Genre
Chrysolina est un genre de coléoptères de la famille des Chrysomelidae. Diversement colorés, ces insectes présentent souvent des reflets métalliques irisés.

## Liste des sous-genres
Selon ITIS (9 janv. 2013) :
- sous-genre Chrysolina (Allhypericia) J. Bechyné, 1950
- sous-genre Chrysolina (Arctolina) Kontkanen, 1959
- sous-genre Chrysolina (Chalcoidea) Motschulsky, 1860
- sous-genre Chrysolina (Chrysolina) Motschulsky, 1860
- sous-genre Chrysolina (Hypericia) Bedel, 1899
- sous-genre Chrysolina (Pleurosticha) Motschulsky, 1860
- sous-genre Chrysolina (Spheromela) Bedel, 1899

## Liste des espèces et sous-espèces
Selon Catalogue of Life (9 janv. 2013) :
- Chrysolina auripennis
- Chrysolina basilaris
- Chrysolina caurina
- Chrysolina cavigera
- Chrysolina cribaria
- Chrysolina extorris
- Chrysolina flavomarginata
- Chrysolina hudsonica
- Chrysolina hyperici
- Chrysolina inornata
- Chrysolina marginata
- Chrysolina quadrigemina
- Chrysolina schaefferi
- Chrysolina staphylaea
- Chrysolina subsulcata
- Chrysolina varians
- Chrysolina wollosowiczi

Selon World Register of Marine Species (9 janv. 2013) :
- Chrysolina haemoptera (Stephens)

Selon NCBI (28 janv. 2015) :
- Chrysolina aeruginosa
- Chrysolina affinis
  - sous-espèce Chrysolina affinis baetica
- Chrysolina americana
- Chrysolina angusticollis
- Chrysolina aurichalcea
- Chrysolina bankii
- Chrysolina bicolor
- Chrysolina brunsvicensis
- Chrysolina carnifex
- Chrysolina cerealis
- Chrysolina coerulans
- Chrysolina colasi
- Chrysolina curvilinea
- Chrysolina diluta
- Chrysolina exanthematica
- Chrysolina fastuosa = Fasta fastuosa
- Chrysolina femoralis
- Chrysolina fuliginosa
- Chrysolina gemina
- Chrysolina geminata
- Chrysolina graminis
- Chrysolina grossa
- Chrysolina haemoptera
- Chrysolina helopioides
- Chrysolina herbacea
- Chrysolina hyperici
- Chrysolina kuesteri
- Chrysolina lepida
- Chrysolina lucida
- Chrysolina lucidicollis
  - sous-espèce Chrysolina lucidicollis grossepunctata
- Chrysolina marginata
- Chrysolina mesatlantica
- Chrysolina obsoleta
- Chrysolina oricalcia
- Chrysolina peregrina
- Chrysolina polita
- Chrysolina quadrigemina
- Chrysolina rossia
- Chrysolina sanguinolenta
- Chrysolina staphylaea
- Chrysolina timarchoides
- Chrysolina varians
- Chrysolina vernalis
  - sous-espèce Chrysolina vernalis pyrenaica
- Chrysolina virgata
- Chrysolina viridana

### Quelques espèces
- Chrysolina (Taeniochrysea) americana (Linnaeus, 1758)
- Chrysolina (Synerga) coerulans (Scriba, 1791)
- Chrysolina (Synerga) herbacea (Duftschmid, 1825)
- Chrysolina (Erythrochrysa) polita (Linnaeus, 1758)
- Chrysolina (Stichoptera) rossia (Illiger, 1802)
- Chrysolina (Stichoptera) sanguinolenta (Linnaeus, 1758)
- Chrysolina (Colaphosoma) sturmi (Westhoff, 1882)

- Chrysolina fastuosa Scopoli, 1763 = Fasta fastuosa (Scopoli, 1763)